# ボルボ RM8

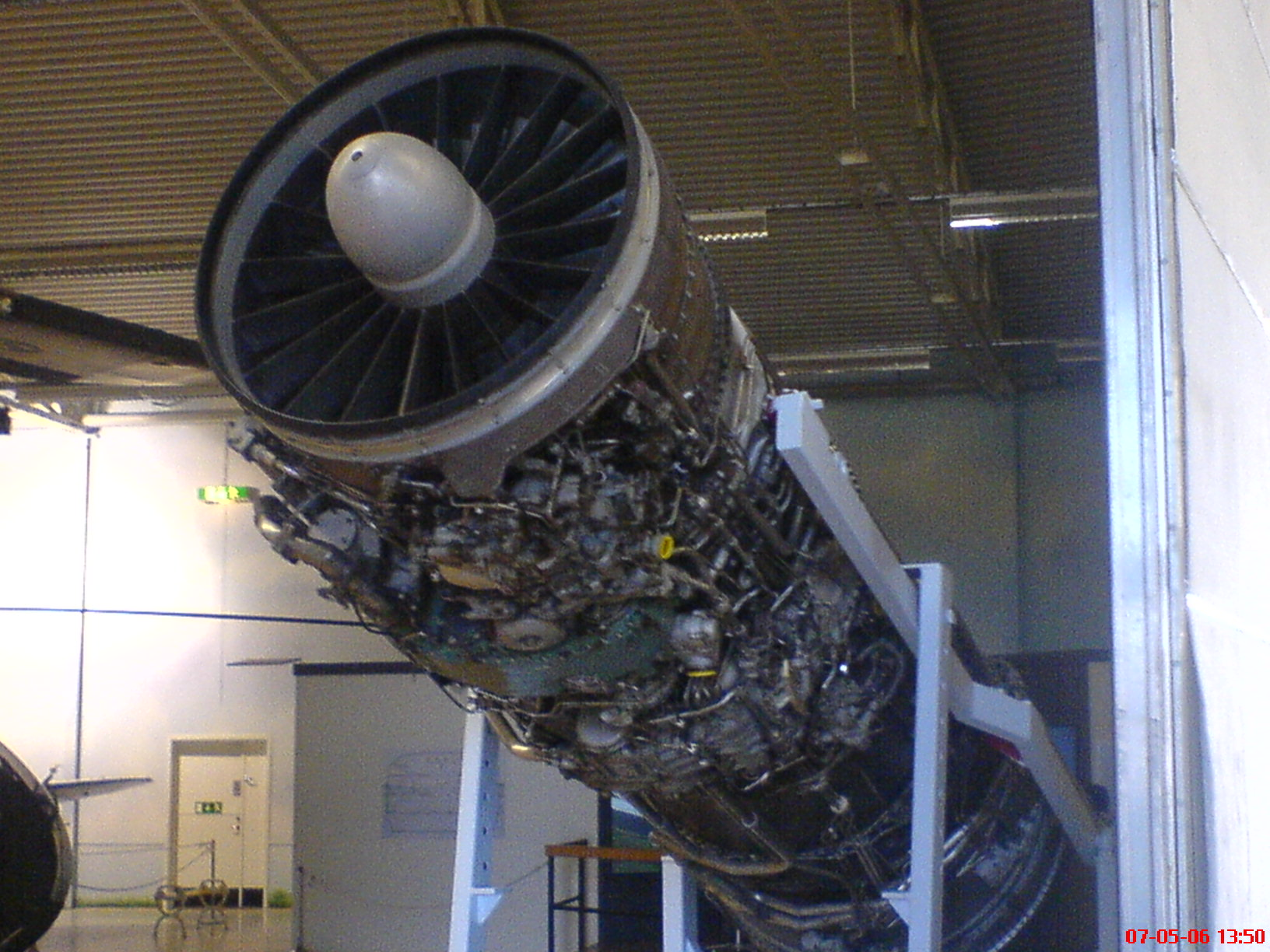
- 種類:ターボファン
- 開発:ボルボ・エアロ・プラット・アンド・ホイットニー
- 搭載機:サーブ 37 ビゲン

ボルボ RM8はサーブ 37 ビゲン戦闘機のために開発された低バイパスターボファンエンジンである。プラット・アンド・ホイットニー JT8Dにスウェーデンで設計されたアフターバーナーや逆推力装置を備えるなど、大幅に改良された。RM8は元々はスヴェンスカ・フリグモーターで生産され1970年からはボルボ・フリーグモーター(現在のボルボ・エアロ)で生産される。 
1961年12月、ビゲン戦闘機のエンジンに軍用として設計されたプラット・アンド・ホイットニー J52ターボジェットエンジンが入手出来なかったので代わりに民間機で使用されているJT8D-22がスヴェンスカ・フリグモーターによって原型機として選ばれた。 

## 搭載機
- RM8A - AJ 37 ビゲン
- RM8B - JA 37 ビゲン

## 仕様 (RM8B)
一般的特性
- 形式: アフターバーナー式ターボファン
- 全長: 6.23 m (20.44 ft)
- 直径: 1.03 m (40.55 in)
- 乾燥重量: 2,350kg (5,180lb)

構成要素
- 圧縮機: 軸流式3段 ファン、3段低圧、7段高圧
- 燃焼器: カンニュラー式燃焼器9器, 一つの燃焼器毎に4台の噴射装置

性能
- 推力: アフターバーナー非使用時:72,2kN (16,200 lbf), アフターバーナー使用時:125kN (28,100 lbf)
- 全圧縮比（英語版）: 16.5:1
- バイパス比: 0.97:1
- タービン入口温度: 1,120°C (RM8A)
- 燃料消費率: 65 kg/(kN*hr) (0,64lb/(lbf*hr)) dry, 257 kg(kN*hr) (2,52lb/(lbf*hr)) wet
- 推力重量比: 5.4:1

出典: Flight International.